# Protonotar
Protonotar je bio jedan od najviših dužnosnika u Hrvatskoj u vrijeme feudalizma.
Protonotar je bio čuvar pečata Hrvatskog Kraljevstva, vodio je knjigu saborskih zaključaka i ovjeravao ih svojim potpisom i državnim pečatom. Predvodio je hrvatske poslanike u Donju kuću zajedničkog Ugarsko-hrvatskog sabora u Požun i čitao tužbe i prijedloge Hrvatsko-slavonskog kraljevstva pred Donjom kućom. Protonator je također čuvao banski pečat, a on se sastojao od banova imena i grba. Kad bi ban bio ustoličen predao bi svoj novi pečat protonatoru na čuvanje. Kada bi ban prestao vršiti svoju funkciju, protonator je morao javno uništiti banov pečat kao znak da je vlast dotadašnjega bana prestala. Protonatora je birao Hrvatski sabor koji je još od vremena kraljeva Matije Korvina i Vladislava II. imao privilegiju slobodno birati protonatora. Protonator je također bio izvjestitelj Banskog oktavalnog suda i u odsutnosti bana bi on, a ne viceban, zamjenjivao bana na sudu. Protonator je izdavao i banskim pečatom pečatio sve odluke Oktavalnog suda. S vremenom je došlo do toga da su protonatori rješavali neke stvari i bez bana tako da se razvilo posebno protonatorsko sudovanje. Taj je sud (iudicatus et forum protonotariale) obavljao sve nasljedne poslove plemstva, osobito je protonator obavljao diobe među zakonitim baštinicima, brinuo se za ostavljene udovice i sirote, nadzirao skrbnike i primao tužbe protiv njih, tražio je od skrbnika obračune i sudio im ako su iznevjerili povjereni im imetak. Sudska vlast protonatora poslije se sve više širila, tako da je sudio i u parnicama zbog dugova i drugim stvarima. Protonatorov zamjenik zvao se viceprotonator. Njegova uloga znatno je porasla, jer su protonatori često i dugo bili odsutni, jer su mnogi od njih ujedno bili i protonotari u Ugarskoj. Funkcija viceprotonotara ukinuta je godine 1743.
Godine 1643. protonotar Kraljevine Hrvatske, Dalmacije i Slavonije Ivan Zakmardi Dijankovečki dao je napraviti t.zv. škrinju privilegija (lat. Cista privilegiorum Regni) u kojoj su se otada čuvali svi državni spisi Kraljevstva i povlastice. To je začetak današnjeg Hrvatskog državnog arhiva. Protonator Josip Kušević je godine 1830. napisao De municipalibus iuribus et statutis regnorum Dalmatiae, Croatiae et Slavoniae/O samosvojih pravih i pravilih kraljevina Dalmacije, Hrvatske i Slavonije (O municipalnim pravima i statutima kraljevinâ Dalmacije, Hrvatske i Slavonije), u kojem je obrazložio da Hrvatska (Trojednica) ima zaseban položaj i državnost, odnosno da nije podložna Ugarskoj, nego je ravnopravna s njom.

## Popis protonotara
(potrebno dopunjavati)
- Gašpar Petričević (Caspar Pethrychewych) 1600. – 1602.
- Matija Andrašić (Matthias Andreassych)   1602. – 16015.
- Stjepan Patačić od Zajezde (Stephanus Pathachich de Zaiezda) 1615. – 1629.
- Petar Znika (Petrus Znika) 1629. – 1641.
- Gabrijel Črnkoci Črnkovečki (Gabriel Chernkoczij de Chernkocz) 1641. – 1644.
- Ivan Zakmardi Dijankovečki (Ioannes Zakmardi de Diankoucz) 1644. – 1668.
- Nikola Patačić od Zajezde (Nicolaus Pathachich de Zaiezda) 1668. – 1675.
- Ljudevit Vagić od Velike Mlake (Ludovicus Vagich de Nagy Mlaka) veljača-studeni 1675.
- Franjo Majcen od Omilja (Franciscus Mayczen de Omilia) 1675. – 1680.
- Petar Antolčić od Šćapovca (Petrus Antholchich de Schapoucz) 1680. – 1686.
- Stjepan Jelačić od Buzina (Stephanus Jellachich de Buzin) 1686. – 1690.
- Juraj Plemić od Otoka (Georgius Plemich de Otok) 1690. – 1713.
- Ivan Branjug (Ioannes Branyug) 1714. – 1725.
- Juraj Cinderi (Georgius Czindery) 1725. – 1733.
- Baltazar Bedeković Komorski (Balthasar Bedekovich de Komor) 1733. – 1739.
- Adam Najšić (Adam Naissich) 1739. – 1756.
- Baltazar Bušić 1781. – 1790.
- Josip Kušević 1808. – 1831.
- Stjepan Ožegović (svibanj 1832.-?)